# Lin Ting-Ru
Lin Ting-Ru es una deportista taiwanesa que compite en taekwondo. Ganó una medalla de bronce en el Campeonato Asiático de Taekwondo de 2021 en la categoría de –62 kg.

## Palmarés internacional
| Representando a China Taipéi |                 |                   |           |
| Campeonato Asiático          |                 |                   |           |
| Año                          | Lugar           | Medalla           | Categoría |
| 2021                         | Beirut (Líbano) | Medalla de bronce | –62 kg    |